# Dalbergaria
Dalbergaria é um género botânico pertencente à família Gesneriaceae.

## Espécies
É composto por 59 espécies:
Dalbergaria albiflora Dalbergaria albovinosa Dalbergaria ampliata
Dalbergaria archidonae Dalbergaria asteroloma Dalbergaria aureonitens
Dalbergaria cappilosa Dalbergaria consanguinea Dalbergaria crassa
Dalbergaria cruenta Dalbergaria cubensis Dalbergaria darienensis
Dalbergaria dimidiata Dalbergaria eburnea Dalbergaria ericae
Dalbergaria eubracteata Dalbergaria evolvens Dalbergaria filifera
Dalbergaria florida Dalbergaria fuscihirta Dalbergaria gigantifolia
Dalbergaria guianensis Dalbergaria guttata Dalbergaria inaequilatera
Dalbergaria incredibilis Dalbergaria kahlbreyerana Dalbergaria kahlbreyeriana
Dalbergaria kalbreyeriana Dalbergaria lanata Dalbergaria longinervosa
Dalbergaria madisonii Dalbergaria mastersonii Dalbergaria medicinalis
Dalbergaria nematoloba Dalbergaria ornata Dalbergaria pectinata
Dalbergaria perpulchra Dalbergaria phoenicea Dalbergaria picta
Dalbergaria polyantha Dalbergaria praetexta Dalbergaria pulcherrima
Dalbergaria purpurimarginata Dalbergaria puyana Dalbergaria robusta
Dalbergaria rubriacuta Dalbergaria rubribracteata Dalbergaria rubrocincta
Dalbergaria sanguinea Dalbergaria schimpffii Dalbergaria silvarum
Dalbergaria stricta Dalbergaria tessmannii Dalbergaria tutenendana
Dalbergaria tutunendana Dalbergaria variabilis Dalbergaria villosissima
Dalbergaria vittata